# Paul Renz

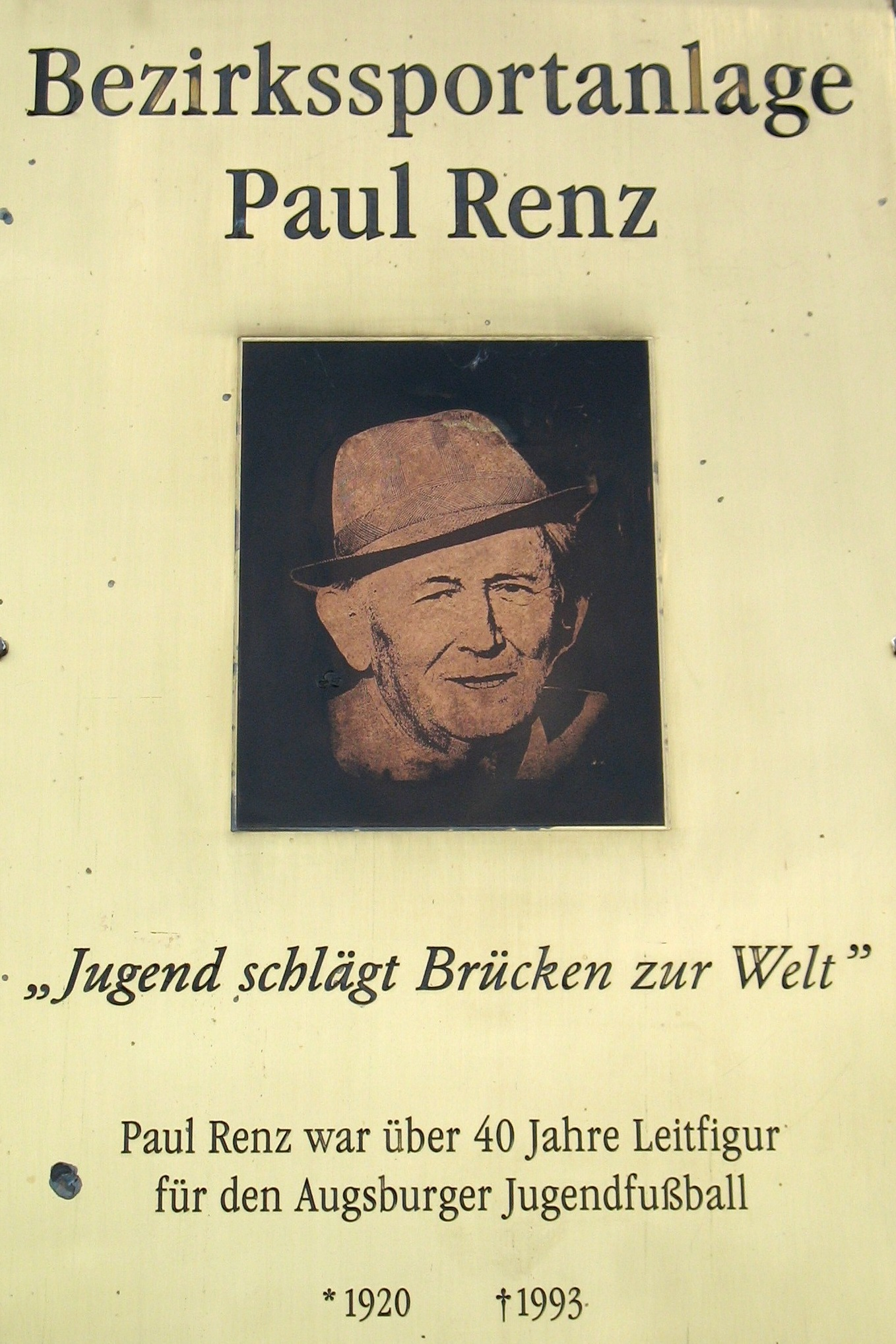
Schild am Eingang der Paul-Renz-Sportanlage in Augsburg

Paul Renz (* 29. Juni 1920 in Haberspirk, Tschechoslowakei; † 10. März 1993 in Augsburg) war ein deutscher Fußballtrainer.

## Werdegang
Renz war von 1953 bis 1990 Jugendleiter des BC Augsburg bzw. des FC Augsburg. Aus der Jugend des Vereins gingen zahlreiche Talente hervor, darunter der Fußballnationalspieler Helmut Haller. Er initiierte und organisierte zwischen 1953 und 1991 das internationale Pfingstturnier des FC Augsburg für Fußballjunioren.

## Ehrungen
Für seinen Einsatz um Völkerverständigung und die Förderung des Europagedankens wurde er 1988 mit dem Verdienstkreuz 1. Klasse der Bundesrepublik Deutschland ausgezeichnet. 1994 wurde die Sportanlage Nord im Augsburger Stadtteil Oberhausen nach ihm benannt.